# Манастир Доња Бишња
Манастир Доња Бишња је мушки манастир Српске православне цркве посвећен Покрову Пресвете Богородице. Манастир се налази у Доњој Бишњи поред Дервенте, на путу према Календеровцима. Манастир припада Епархији зворничко-тузланској Српске православне цркве.
Старешина манастира од 2002. године је архимандрит Симеон Обреновић.

## Прошлост
Ктитор овог манастира је Ратко Ђекић, који је заједно са својим сестрама и браћом поклонио од оца насљеђено имање 1996. године цркви, тј. Епархији зворничко-тузланској. Послије, уз благослов владике зворничко-тузланског господина Василија, Ратко Ђекић (2002). године отпочиње градњу поменутог манастира. Освештање манастира на Видовдан 28. јуна 2006. године водили су владика зворничко-тузлански Василије и владика западноамерички Максим.

## Братство
Одлуком Његовог преосвештенства господина владике Василија у овај манастир се 4. фебруара 2006. године настанило и братство. Наиме, владика Василије је из манастира Светог Николе на Озрену послао једнога јеромонаха, Симеона (Обреновића), а из манастира Светог Василија Острошког у Бијељини послао искушеника по имену Ненад Тешић (сада јеромонах Нектарије) тако да су они почели свој сабратски живот у Светопокровском братству у Доњој Бишњи те године. Поменутог јеромонаха Симеона, владика Василије је поставио за старјешину.